# David A. Johnston

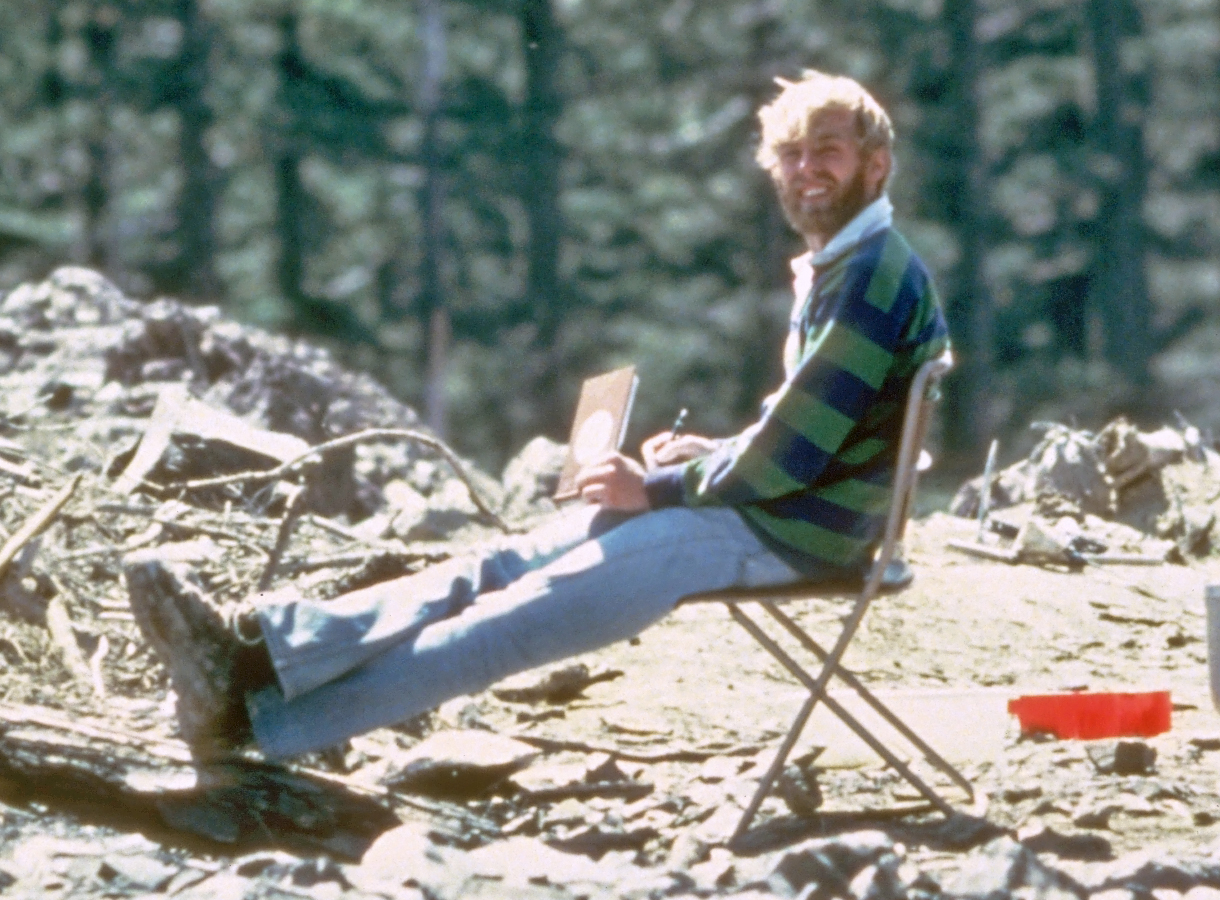
David A. Johnston, etwa 13 Stunden vor dem Ausbruch des Mount St. Helens 1980

David Alexander Johnston (* 18. Dezember 1949 in Chicago, Illinois; † 18. Mai 1980 in Toutle, Washington) war ein US-amerikanischer Vulkanologe, der für den United States Geological Survey (USGS) arbeitete. Er zählt zu den bekanntesten Opfern des Ausbruchs des Mount St. Helens am 18. Mai 1980.

## Leben
Johnston promovierte im Jahr 1978 an der University of Washington mit einer Doktorarbeit über die Magmenentwicklung des Vulkans Saint Augustine in Alaska, die 1976 zu einer gewaltigen Eruption geführt hatte. Im Frühjahr 1980 hielt er bis zuletzt einen Beobachtungsposten in etwa 10 Kilometer Entfernung vom Vulkan Mount St. Helens besetzt, als der schon seit Wochen unruhige Vulkan ausbrach.
Am 30. März 1956 war beim Vulkan Besymjanny auf der russischen Halbinsel Kamtschatka eine instabile Flanke abgebrochen und hatte eine horizontal gerichtete Explosion ausgelöst, welche die Spitze des Berges wegsprengte, einen Krater von 1,9 Kilometer Durchmesser entstehen ließ und eine Eruptionssäule von 34 Kilometern Höhe verursachte. In einem Umkreis von 34 Kilometern wurde die Umgebung verwüstet und fast vier Kubikkilometer an rauchender Asche und Gesteinstrümmern ausgestoßen. Der Vulkanologe war sich durchaus bewusst, dass am Mount St. Helens Ähnliches passieren konnte.

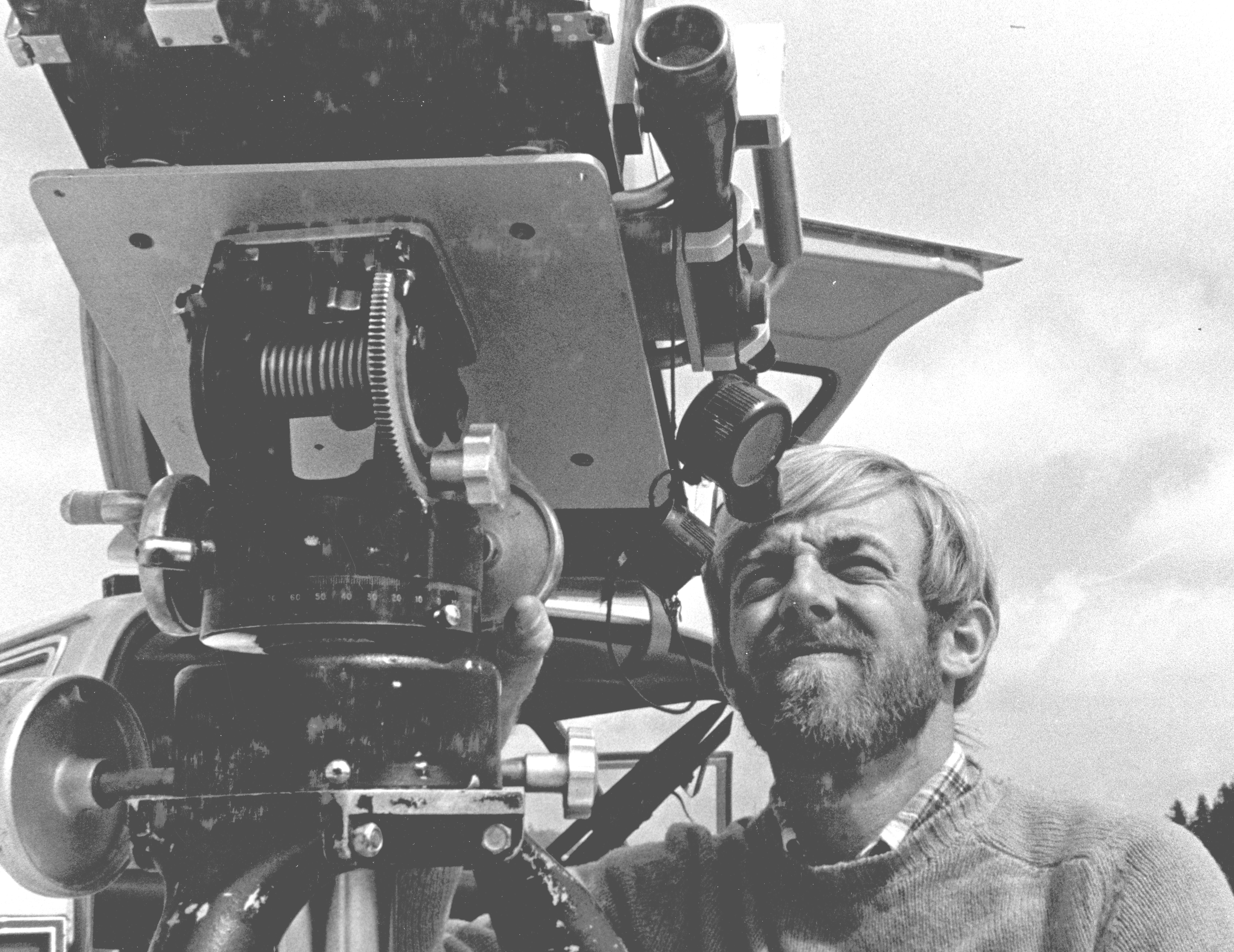
Dave Johnston mit Gasdetektorgerät am Mount St. Helens, 4. April 1980

Johnston hielt sich am Vulkan vor allem deswegen auf, weil er die Gase der Fumarole messen wollte. Sein Beobachtungspunkt lag etwas mehr als neun Kilometer nördlich des Mount St. Helens auf dem Coldwater Ridge, 460 Meter über dem Talgrund. Der USGS war sich sicher, dass ein pyroklastischer Strom diese Höhe nicht erreichen würde. Als die Auswölbung an der Nordflanke des Mount St. Helens jedoch immer weiter zunahm, wurde die Sicherheit des Coldwater Ridge zunehmend bezweifelt. Zu dem Zeitpunkt, als die gesamte Nordflanke tatsächlich abrutschte und eine gewaltige Explosion die Kuppe des Mount St. Helens zerstörte, stellte die USGS gerade Überlegungen an, den Wissenschaftlern am Coldwater Ridge ein gepanzertes Fahrzeug zur Verfügung zu stellen, in dem sie möglicherweise einen pyroklastischen Strom überleben könnten.
Am 18. Mai 1980 um 8.32 Uhr (Ortszeit) rutschte schließlich die Nordflanke ab und Johnston war – neben dem Amateurfunker Gerry Martin – der Erste, der die beginnende Eruption mit den berühmten Worten „Vancouver! Vancouver! This is it!“ per Funk meldete. Kurz darauf wurde er von der Wolke aus vulkanischer Asche, Lava und überhitzten Gasen geradezu weggefegt. Seine Leiche wurde nie gefunden.
Johnstons fortwährenden Appellen an die Behörden im Umkreis des Mount St. Helens, das Gebiet um den Vulkan zu evakuieren und selbst dann noch evakuiert zu halten, als viele schon Entwarnung geben wollten, ist es letztlich zu verdanken, dass durch die Eruption nur relativ wenige Menschen umkamen, im Gegensatz zu womöglich Tausenden von Toten, die es gegeben hätte, falls die Evakuierung vorzeitig aufgehoben worden wäre.
Ihm zu Ehren wurde das Besucherzentrum des heutigen Mount St. Helens National Volcanic Monument in Johnston Ridge Observatory umbenannt. 2015 wurde ein Asteroid nach ihm benannt: (8663) Davidjohnston.